# Georg Jenatsch
Georg (ou Jörg ou Jürg) Jenatsch (né en 1596 et décédé le 24 janvier 1639 à Coire) est un pasteur et politicien suisse. Une incertitude subsiste au sujet de son lieu de naissance, Samedan en Engadine ou Lohn. Actif pendant la guerre de Trente Ans, il est considéré comme le sauveur des Grisons.

## Biographie
Après avoir passé sa jeunesse à Silvaplana, il suit des études de théologie à Zurich de 1612 à 1616, puis à Bâle jusqu’en 1617. Ses études terminées, il prend ses fonctions de pasteur à Scharans de 1617 à 1618, puis à Berbenno di Valtellina de 1618 à 1620. 
Dès 1618, il s’engage activement dans la politique des ligues grisonnes. Il siège au tribunal criminel de Thusis où il combat fermement les partis catholiques espagnols et se prononce pour la condamnation à mort de Nicolò Rusca, archiprêtre de Sondrio, et Johann Baptist Prevost de Vicosoprano.
En 1620, il échappe de justesse à la mort lors du massacre des protestants (Sacro Macello) dans la Valteline. Il s’affilie alors au parti vénitien des Salis et participe à l’assassinat du responsable du parti catholique espagnol des ligues grisonnes, Pompée Planta, dans son château de Domleschg.
Consécutivement à l’invasion des ligues grisonnes par les espagnols et les autrichiens en 1620, la région entre dans la guerre de trente ans. Jenatsch débute alors une carrière militaire, tout d’abord en tant que commandant des partisans, puis dès 1622, en tant que capitaine de cavalerie dans l’armée du général Ernst von Mansfeld. En 1627, il est promu commandant. Il accepte un duel avec son supérieur, le colonel Jacob von Ruinelli et le poignarde.
En 1631, il se rend à Paris pour apporter son soutien à la campagne de reconquête de la Valteline par le Cardinal de Richelieu. En 1634, il devient le bras droit du Duc Henri II de Rohan détenteur des Grisons sur mandat de Richelieu. Constatant que Richelieu tarde à rendre la Valteline et ses pays sujets aux Grisons, Jenatsch se convertit au catholicisme au monastère de Rapperswil SG en 1635 et participe dans le secret à des négociations avec les Habsbourg. Il devient alors général des ligues grisonnes. Le 5 mai 1637, avec le soutien des Espagnols, il expulse le Duc de Rohan et les troupes françaises du territoire des Grisons. Parallèlement, il parvient à obtenir des Espagnols la restitution de la Valteline aux Grisons. 
Jenatsch devient ensuite le dirigeant politique et militaire de son pays. Il est alors comblé de richesses et anobli par Philippe IV d'Espagne.
Il est assassiné le 24 janvier 1639 dans une auberge de Coire. Les circonstances du meurtre restent peu claires. De puissants intérêts étant en jeu, l’enquête a été volontairement conduite de manière très superficielle. Le corps a été enseveli le jour même dans la cathédrale de Coire et les meurtriers n’ont jamais pu être identifiés. 
Le Piz Jenatsch (en) (3 250 m) et la cabane de montagne Jenatsch sur la Chaîne de l'Albula portent son nom.
Jenatsch est le héros du roman de Conrad Ferdinand Meyer Jürg Jenatsch (1876). Il est également une des figures centrales d'un film de Daniel Schmid intitulé Jenatsch (1987).